# Heike Jonca
Heike Jonca (* 18. August 1956 in Halle (Saale)) ist eine deutsche Schauspielerin.

## Leben
Heike Jonca studierte bis 1979 an der Theaterhochschule Leipzig. Anschließend war sie bis 1986 am Schauspielhaus Karl-Marx-Stadt engagiert. Von 1986 bis 1993 arbeitete sie an der Kleinen Bühne „das ei“ in Berlin.
Im deutschen Fernsehen ist sie ein bekanntes Gesicht. In vielen Fernsehserien wie Sherlock Holmes und die sieben Zwerge (1992), Hallo, Onkel Doc! (1994–2000) sowie Das Geheimnis meines Vaters (2006) und -filmen wie Wengler & Söhne (1987), Das Versprechen (1995) oder Das Alibi (1995) hat sie bereits mitgewirkt.
Bei Anna und die Liebe spielte sie von 2008 bis 2012 Annas Mutter Susanne Polauke. Sie war von der ersten bis zur letzten Folge dabei.
Mit dem Musical „Höchste Zeit“ tourt sie mit anderen drei Schauspielerinnen durch das Land.
Jonca lebt in Berlin-Pankow und hat mit dem Schauspieler Peter Zimmermann eine Tochter, Nele Jonca, diese ist ebenfalls Schauspielerin.

## Filmografie (Auswahl)
- 1980: Armer Ritter
- 1987: Wengler & Söhne
- 1988: Der Staatsanwalt hat das Wort: Wo mich keiner kennt
- 1989: Pestalozzis Berg
- 1992: Sherlock Holmes und die sieben Zwerge (Fernsehserie, fünf Folgen)
- 1992: Wolffs Revier (Fernsehserie, eine Folge)
- 1994: Frauenarzt Dr. Markus Merthin (Fernsehserie, eine Folge)
- 1994: Polizeiruf 110: Bullerjahn (Fernsehreihe)
- 1994–2000: Hallo, Onkel Doc! (Fernsehserie, 75 Folgen)
- 1995: Zeit zum Verlieben (Fernsehserie, eine Folge)
- 1995. Das Versprechen
- 1995: Achterbahn (Fernsehserie, eine Folge)
- 1995: Das Alibi (Fernsehfilm)
- 1996: Spatz in der Hand (Fernsehfilm)
- 1997: Alarm für Cobra 11 – Die Autobahnpolizei (Fernsehserie, eine Folge)
- 1997: Natalie – Die Hölle nach dem Babystrich (Fernsehfilm)
- 1999–2018: In aller Freundschaft (Fernsehserie, vier Folgen)
- 2000: Im Namen des Gesetzes (Fernsehserie, eine Folge)
- 2002: Dr. Sommerfeld – Neues vom Bülowbogen (Fernsehserie, eine Folge)
- 2002: Polizeiruf 110: Wandas letzter Gang
- 2002: Edel & Starck (Fernsehserie, eine Folge)
- 2002: Pengo! Steinzeit! (Fernsehserie)
- 2003: Die Frau des Architekten (Fernsehfilm)
- 2004: Kleinruppin forever
- 2004: Meine schönsten Jahre (Fernsehserie, eine Folge)
- 2004–2005: St. Angela (Fernsehserie, 66 Folgen)
- 2005: Die Rettungsflieger (Fernsehserie, eine Folge)
- 2005: Kanzleramt (Fernsehserie, eine Folge)
- 2006: Alles über Anna (Fernsehserie, zwei Folgen)
- 2006: Das Geheimnis meines Vaters (Fernsehserie, 17 Folgen)
- 2007: Tatort: Schleichendes Gift
- 2008: Die Lüge (Fernsehfilm)
- 2008: Küstenwache (Fernsehserie, eine Folge)
- 2008: Unser Charly (Fernsehserie, eine Folge)
- 2008: Der Amokläufer – Aus Spiel wird Ernst (Fernsehfilm)
- 2008–2012: Anna und die Liebe (Fernsehserie, 926 Folgen)
- 2009: Liebe in anderen Umständen (Fernsehfilm)
- 2009: Meine Familie bringt mich um (Fernsehfilm)
- 2009: So glücklich war ich noch nie
- 2009: SOKO Köln (Fernsehserie, Folge Familienglück)
- 2009: Tierärztin Dr. Mertens (Fernsehserie, Folge Sorgenkinder)
- 2011: Schmid und Schwarz (Fernsehfilm)
- 2012: Herztöne
- 2012: Heiter bis tödlich: Hauptstadtrevier (Fernsehserie, eine Folge)
- 2012: Spreewaldkrimi: Feuerengel (Fernsehreihe)
- 2013: Wechselspiel
- 2014: Spreewaldkrimi: Die Tote im Weiher
- 2015: Ein starkes Team: Tödliche Verführung (Fernsehreihe)
- 2015: SOKO Wismar (Fernsehserie, Folge Heimkehr in den Tod)
- 2015: Spreewaldkrimi: Die Sturmnacht
- 2015, 2024: In aller Freundschaft – Die jungen Ärzte (Fernsehserie, verschiedene Rollen, 2 Folgen)
- 2017: Spreewaldkrimi: Zwischen Tod und Leben
- 2018–2022: Der Ranger – Paradies Heimat (Fernsehreihe) → siehe Besetzung
- 2023: Familie Anders: Willkommen im Nest (Fernsehreihe)
- 2023: WaPo Elbe (Fernsehserie, Folge Ewiges Leben)
- 2024: Familie Anders: Mann Nummer 1

## Theater
- 1988: Maxim Gorki: Wassa Schelesnowa (Natalja) – Regie: Barbara Abend (Theater im Palast Berlin)
- 1990: Ljudmila Petruschewskaja: Drei Mädchen in Blau (Swetlana) – Regie: Barbara Abend (Theater im Palast Berlin)

## Hörspiele
- 1996: Ákos Németh: Julia und ihr Leutnant – Regie Peter Groeger (DLR Berlin)
- 1998: Michail Bulgakow: Der Meister und Margarita – Regie: Petra Meyenburg (Hörspiel (30 Teile) – MDR)